# Vena cutánea
Se conoce como vena cutánea (TA: vena cutánea) a cada una de las pequeñas venas que se inician en las papilas dérmicas, forman plexos subpapilares y desembocan en las venas subcutáneas.